# Martin Blessing
Martin Blessing (* 6. Juli 1963 in Bremen) ist ein deutscher Manager und früherer Vorstandsvorsitzender der Commerzbank.

## Biografie

### Familie, Ausbildung
Blessing stammt aus einer Bankiersfamilie. Sein Großvater Karl Blessing war zwischen 1958 und 1969 Präsident der Bundesbank, sein 1987 verstorbener Vater Werner Blessing war ab 1984 ordentliches Mitglied des Vorstandes der Deutschen Bank.
Sein Abitur legte er an der Bischof-Neumann-Schule in Königstein im Taunus ab.
Nach dem Abschluss der Lehre als Bankkaufmann bei der Dresdner Bank studierte er von 1984 bis 1987 Betriebswirtschaftslehre an den Universitäten Frankfurt und St. Gallen, wo er auch Mitglied des International Students’ Committee war. 1988 erhielt er den Titel „Master of Business Administration“ der University of Chicago Booth School of Business.
Während des Studiums lernte er seine heutige Ehefrau Dorothee Blessing kennen. Das Paar hat drei Töchter. Ein Schwager Blessings, Axel Wieandt, war von 2008 bis 2010 Vorstandsvorsitzender der Hypo Real Estate.

### Beruf
Von 1989 bis 1996 war er für die Unternehmensberatung McKinsey tätig, davon die letzten zwei Jahre als Partner. In den Jahren 1997 bis 2000 arbeitete er bei der Dresdner Bank im Geschäftsbereich Private Kunden. Von 2000 bis 2001 war Blessing CEO der seinerzeit zur Dresdner Bank gehörenden Advance Bank, die auch unter seiner Leitung Verluste erwirtschaftete und im Jahr 2003 aufgelöst wurde. Seit November 2001 war er Mitglied des Vorstands der Commerzbank AG. Im Jahr 2004 wurde ein Großteil der SchmidtBank, die durch den Sanierer Paul Wieandt, den Schwiegervater Blessings geleitet wurde, von der Commerzbank übernommen. Im Mai 2008 wurde Blessing Sprecher des Vorstands, und ein Jahr später vom Aufsichtsrat der Commerzbank zum Vorstandsvorsitzenden ernannt. Von Januar 2009 bis Mai 2009 war er zusätzlich Vorstandsvorsitzender der von der Commerzbank übernommenen Dresdner Bank.
Nachdem die Commerzbank auf Betreiben Blessings sowie seines Vorgängers und späteren Aufsichtsratsvorsitzenden Klaus-Peter Müller, aber auch mit politischer Unterstützung der Bundesregierung die Dresdner Bank gekauft hatte, kam sie im Zuge der Finanzkrise ab 2007 in eine existenzgefährdende wirtschaftliche Lage und wurde von der Bundesrepublik Deutschland mit 18,2 Milliarden Euro gerettet. Als Konsequenz aus der Finanzkrise wurde vom damaligen Bundesfinanzminister Peer Steinbrück die Regel festgelegt, wonach Vorstände von Banken, die mit Staatshilfe gerettet werden, höchstens 500.000 Euro Jahresgehalt bekommen durften.
Nichtsdestotrotz hat der Aufsichtsrat der Bank einer Erhöhung der Gehälter für 2012 zugestimmt, wobei unter anderem Blessings Festgehalt von 0,5 Millionen Euro auf 1,3 Millionen Euro erhöht wurde.
Blessing hatte das Angebot der Commerzbank, seinen bis Ende Oktober 2016 laufenden Vertrag zu verlängern, nicht angenommen. Dies teilte die Bank am 1. November 2015 mit. So endete Blessings Tätigkeit bei der Commerzbank am 30. April 2016, und bereits am 11. Mai wurde bekannt, dass Blessing in den Vorstand der UBS einziehen wird.
Ab September 2016 war er Mitglied der Konzernleitung und bis Dezember 2017 President Personal & Corporate Banking von UBS Group AG und President UBS Switzerland sowie Präsident der Geschäftsleitung der UBS Switzerland AG. Ab Januar 2018 war er President Wealth Management und wurde im Februar 2018 (zusammen mit Tom Naratil) zum Co-President Global Wealth Management der UBS Group AG und UBS AG. Dieses Amt hatte er bis zu seinem Ausscheiden aus der UBS Ende 2019 inne.
Seit Juni 2020 ist er Mitglied im Board of Directors der Den Danske Bank, Kopenhagen und wurde im März 2022 deren Verwaltungsratspräsident. Im September 2022 wurde er zum Beiratsvorsitzenden des Zahlungsdiensleiters Unzer ernannt.
Am 15. März 2021 wurde bestätigt, dass Martin Blessing Mitgründer und CEO der EFIC1, der European Fintech IPO Company1 ist, der ersten europäischen, auf Fintechs und die Finanzindustrie ausgerichteten Special Purpose Acquisition Company (SPAC).

### Mitgliedschaften
Blessing ist Mitglied des Vorstands der Baden-Badener Unternehmer Gespräche.